# Камецель
Камеце́ль — зареєстрована торгова марка харчових волокон (клітковини) з пшеничної, бамбукової та тростинової сировини, яка належить російській компанії "Група компаній «ПТІ». Це нейтральний харчовий наповнювач у виробництві продуктів харчування. Являє собою порожнисті харчові волокна різного діаметра і довжини. За рахунок їхньої унікальної природної структури в продуктах може формуватися тривимірний каркас, що дозволяє поліпшити якість готової продукції, зменшити собівартість виробництва продуктів здорового харчування і розширити асортимент. Установлено, що камецель має здатність швидко зв'язувати воду у співвідношенні 1:6-7 і утворювати холодні і гарячі емульсії. У досить широкому діапазоні pH і температур за співвідношення 1:6:7 він має високий ступінь диспергування і ступінь набухання, зокрема в емульсійних системах на основі рослинних білків, стабілізуючи ці системи, що дозволяє його використовувати для виготовлення різної харчової продукції.